# Chop Top
Robert Paul "Chop Top" Sawyer er en fiktiv figur fra The Texas Chainsaw Massacre-franchisen lavet af Tobe Hooper og L. M. Kit Carson. Chop Top gør sin første optræden (portrætteret af Bill Moseley) i filmen Motorsavsmassakren 2 (1986) som en af filmens helte og den vigtigste kilde til dens sorte humor.